# 北亚列当
北亚列当（学名：Orobanche coerulescens f. korshinskyi）为列当科列当属列当下的一个变型。

## 扩展阅读
- 維基物種上的相關：北亚列当